# Лука Аттанасіо
Лука Аттанасіо (італ. Luca Attanasio; 23 травня 1977, Саронно, Ломбардія — 22 лютого 2021, Гома) — дипломатичний діяч Італії, який був послом в Демократичній Республіці Конго (ДР Конго) з 2017 року до своєї загибелі в лютому 2021 року.

## Біографія
Народився 23 травня 1977 року в Саронно, виріс в Лімб'яте (область Ломбардія). Був одружений і мав трьох дітей.
У 2001 році з відзнакою закінчив Комерційний університет ім. Луїджі Бокконі. У 2003 році почав дипломатичну кар'єру в Міністерстві закордонних справ Італії, де працював в Управлінні з економічних питань, Офісі ділової підтримки, а потім в секретаріаті Генерального директорату з Африці. Рік по тому став заступником глави секретаріату при заступнику державного секретаря по Африці і міжнародного співробітництва. У 2006 році у нього почалася дипломатична кар'єра за межами Італії, працював в економічному та комерційному відділі посольства Італії в Берні (2006—2010 роки) та генеральним консулом-регентом в Касабланці (2010—2013 роки).
У 2013 році повернувся в Італію, де був призначений главою секретаріату Генерального директорату з глобалізації та глобальних питань. Потім повернувся в Африку на посаді першого радника в посольстві Італії в Абуджі в 2015 році. З 5 вересня 2017 року до своєї загибелі був главою дипломатичної місії Італії в Кіншасі (Демократична Республіка Конго). З 31 жовтня 2019 року був затверджений на посаді надзвичайного повноважного посла, акредитованого для роботи в ДР Конго, ставши одним з наймолодших послів Італії.

## Загибель
22 лютого 2021 року автоколона Всесвітньої продовольчої програми з трьох автомобілів, в якій знаходилося в цілому сім чоловік з місії Організації Об'єднаних Націй зі стабілізації у Демократичній Республіці Конго (MONUSCO). В одному з автомобілів знаходився Лука Аттанасіо, коли на нього напали шість озброєних осіб. Автоколона рухалася в Північному Ківу до Рутшуру, який розташовується на відстані 70 кілометрів на північ від адміністративного центру Гома, через національний парк Вірунга. Напад стався недалеко від селищ Кибумба і Каньямахоро. Представники Всесвітньої продовольчої програми заявили, що напад стався на дорозі, яка раніше була узгоджена з владою для проїзду без супроводу.
Лука Аттанасіо став головною метою нападників. Коли бойовики спробували викрасти його, то відкрили вогонь з вогнепальної зброї, убивши Мустафу Міламбо, конголезького водія ООН. Потім вони стали погрожувати іншим шістьом учасникам автоколони і відвели їх в найближчий ліс. Коли місцеві сили безпеки прибули на місце події після повідомлення про постріли, бойовики вбили 30-річного карабінера Вітторіо Яковаччі і важко поранили Луку Аттанасіо. Після цього нападники викрали трьох заручників і втекли з місця події. Третій громадянин Італії також був поранений, але йому вдалося втекти. Лука Аттанасіо був госпіталізований в критичному стані в лікарні ООН в Гомі, але помер там через годину після госпіталізації від втрати крові, після вогнепальних поранень в живіт. Всього в результаті нападу загинуло три людини. Лука Аттанасіо став першим іноземним послом, убитим в ДР Конго з 1997 року.
Місцева влада звинуватила Демократичні сили звільнення Руанди в причетності до нападу. Однак група заперечує свою відповідальність і засудила напад, назвавши його «неблагородні».